# Mark Rappaport

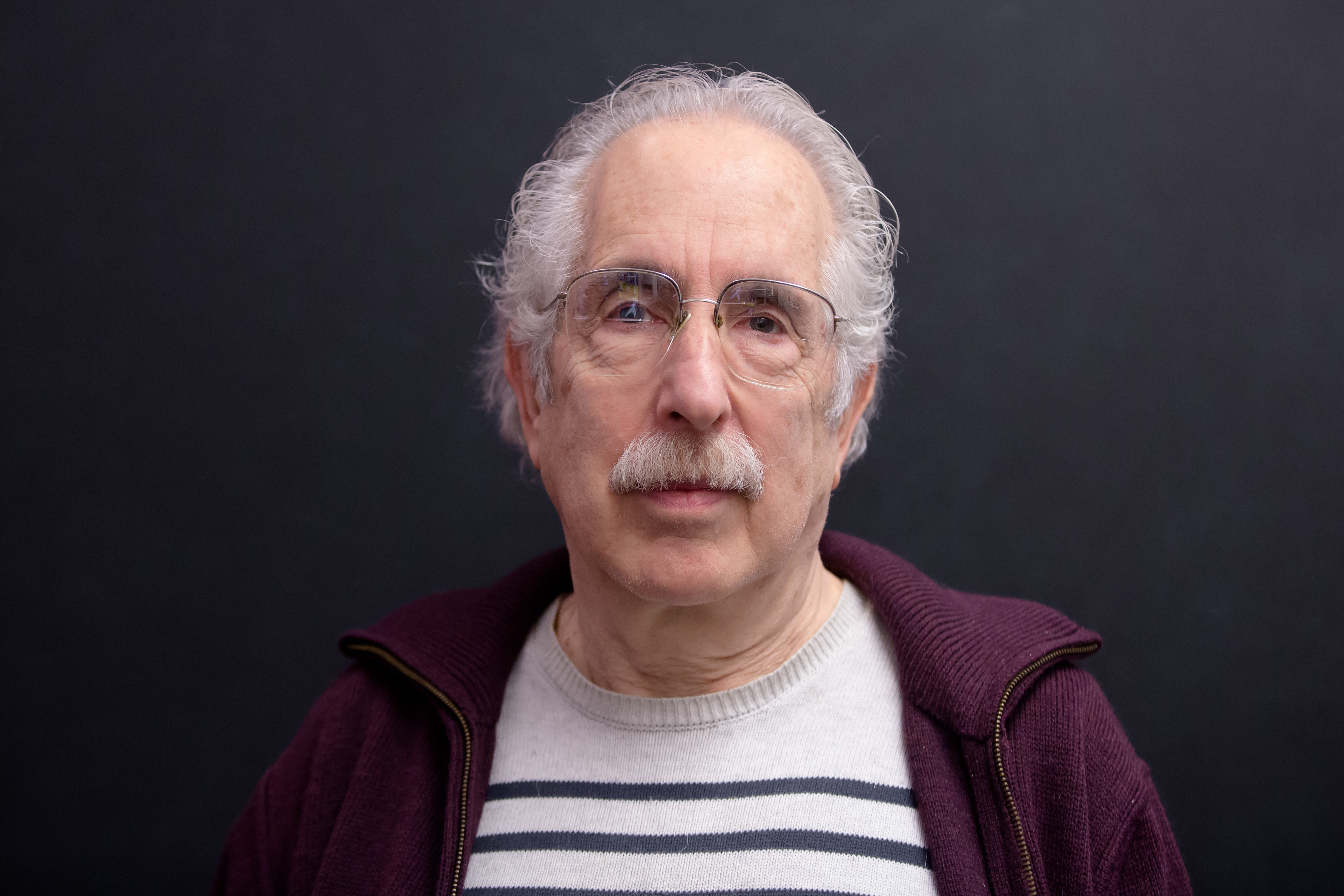
Mark Rappaport, 2015

Mark Rappaport (* 15. Januar 1942 in Brighton Beach, New York, USA) ist ein US-amerikanischer Filmregisseur, Drehbuchautor, Filmproduzent, Filmeditor und Filmkritiker.

## Leben und Werke
Mark Rappaport lebt und arbeitet in Paris. Sein Schaffen umfasst Spielfilme, Kurz- und Dokumentarfilme.
In seinem Werk setzt er sich mit den Biographien bekannter Schauspielstars auseinander. Bekannte Darsteller seiner Filme waren Charles Ludlam, Ron Vawter, Cyd Charisse, Doris Day, Burl Ives. Zu seinen Vorbildern zählen Jean-Marie Straub und Werner Schroeter. 2020 streamt das Filmmuseum München das komplette Werk des Filmemachers.
Als Autor publiziert er vor allem in französischen Filmmagazinen. Eine Auswahl seiner Texte erschien 2008 in als Buch.
Seine Fotomontagen, weitere Darstellungsform von Rappaports Beschäftigung mit Filmbildern, wurden in Ausstellungen in New York, Nantes, Gent und Las Palmas sowie, im Juni 2024, in Paris präsentiert.

## Auszeichnungen
- 1994: „Special Citation“ der National Society of Film Critics für Rock Hudson’s Home Movies.[3]
- 1995: Gewinner in der Kategorie „Independent/Experimental Film“ der Los Angeles Film Critics Association Awards für From the Journals of Jean Seberg.[4]
- 1996: „KNF-Award“ des Circle of dutch film critics in Rotterdam für From the Journals of Jean Seberg.[5]

## Filmografie (Auswahl)
- 1966: Blue Frieze (Kurzfilm)
- 1967: Friends (Kurzfilm)
- 1974: Zufällige Beziehungen (Casual relations)
- 1975: Der verliebte Mozart (Mozart in Love)
- 1978: Die andere Schwester (Scenic Route)
- 1985: Kettenbriefe (Chain Letters)
- 1990: Postcards
- 1992: Rock Hudson’s Home Movies[6]
- 1995: Aus den Tagebüchern der Jean Seberg (From the journals of Jean Seberg)
- 1997: The Silver Screen: Color Me Lavender
- 2002: John Garfield (Kurzfilm)
- 2014: Becoming Anita Ekberg
- 2014: The Vanity Tables of Douglas Sirk (Kurzfilm)
- 2016: Sergei/Sir gay
- 2017: The Empty Screen (Kurzfilm)
- 2020: The Stendhal Syndrome or My Dinner with Turhan Bey (Kurzfilm)
- 2021: Two for the Opera Box (Kurzfilm)
- 2021: Love in the Time of Corona (Kurzfilm)
- 2022: Rope’s End (Kurzfilm)